# Pinjarra-Aluminiumoxidraffinerie
Koordinaten: 32° 38′ 39″ S, 115° 56′ 45″ O
Die Pinjarra-Aluminiumoxidraffinerie ist eine von drei Raffinerien, die Alcoa of Australia in Western Australia in Australien betreibt. Die nächste größere Stadt ist Mandurah. In der Raffinerie sind etwa 1000 Personen beschäftigt. Sie liegt unweit von Pinjarra und ist mit einer jährlichen Kapazität von 4,2 Millionen Tonnen Aluminiumoxid, das sind etwa 7 % der Welterzeugung, die nach dem Bayer-Verfahren hergestellt werden, eine der größten der Welt.

## Herstellung
Das Bauxiterz aus der Darling Scarp hat lediglich einen Aluminiumgehalt von 30 %, der zu Aluminiumoxid verarbeitet werden kann. Zur Energieerzeugung befinden sich unweit der Raffinerie seit einigen Jahren zwei Gas-und-Dampf-Kombikraftwerke, die gemeinsam 280 MW elektrischen Strom zu erzeugen. Die Kraftwerke, die etwa 6 km östlich von Pinjarra liegen, wurden in Kooperation von Alcoa und dem Gaslieferanten Alinta Energy 2006/2007 erneuert und der jetzige durchschnittliche Ausstoß von CO2 beträgt jährlich 474.500 Tonnen. Das sind 15 % weniger als in den Jahren zuvor.
Im Bayer-verfahren wird das fein gemahlene Bauxit mit konzentrierter Natronlauge bei ca. 7 bar und etwa 180 °C versetzt. Dabei ist ein hoher Energieaufwand erforderlich und bei der Lösung des Bauxits entsteht basischer Rotschlamm, der deponiert und sicher gelagert werden muss.